# این یک هدیه‌ست
این یک هدیه‌ست (انگلیسی: It's a Gift) یک فیلم کمدی به کارگردانی نورمن زد مک‌لئود است که در سال ۱۹۳۴ منتشر شد. از بازیگران آن می‌توان به دبلیو. سی. فیلدز، دل هندرسون، دیانا لویس، جری مندی و مورگان والاس اشاره کرد. برخی از مورخان سینما، این فیلم را یکی از بهترین و مفرح‌ترین فیلم‌های تاریخ سینما می‌دانند.